# Eucera pedata
Eucera pedata är en biart som beskrevs av Dours 1873. Eucera pedata ingår i släktet långhornsbin, och familjen långtungebin. Inga underarter finns listade i Catalogue of Life.